# Oviraptoridae
Čeleď oviraptorovitých (Oviraptoridae) je skupinou vyhynulých teropodních dinosaurů, značně podobných ptákům. Jejich pozůstatky dnes známe z Mongolska, Číny a podle jedné dosud nezveřejněné zprávy také z Montany v USA. Jednalo se většinou o malé typy bipedních dinosaurů, dosahujících maximální délky pouze kolem 2 metrů. Obvykle byli vybaveni mohutným bezzubým zobákem se silným čelistním stiskem.

## Historie
Podle objevů v lokalitě Šabarak-usu ("Planoucí útesy") se jeví jako pravděpodobné, že fosilní úlomky skořápek vajec oviraptorů (nebo příbuzných druhů) používali již kolem roku 8000 př. n. l. neolitičtí obyvatelé pouště Gobi, kteří je opracovávali a navrtávali do podoby "korálků" pro nošení na náhrdelnících a jiných přívěscích. Vědecky pak byli tito dinosauři objeveni ve 20. letech 20. století.

## Evoluce skupiny
První nepochybní oviraptoridi se objevují v období pozdní křídy (stupeň santon) a vymírají jako všichni neptačí dinosauři až na samém konci křídy před zhruba 66 miliony let. Výjimkou by byl rod Microvenator, který pochází již z období stupně apt ve spodní křídě (jeho příslušnost k této čeledi však není dostatečně prokázána).

## Popis
Mezi oviraptoridy patří známé druhy jako je samotný Oviraptor, Nomingia, Citipati nebo Khaan. Zdaleka největším zástupcem čeledi a jediným dnes známým obřím oviraptorosaurem byl Gigantoraptor erlianensis z Číny. S délkou kolem 8 metrů a hmotností téměř 1,5 tuny byl mnohonásobně těžší než všichni ostatní známí zástupci skupiny. Společným znakem všech zástupců je charakteristická lebka s mohutnými mandibulárními kostmi a obvykle také bezzubým zobákem. Mnohé druhy také přešly od původní karnivorie k omnivorii až herbivorii a živili se širokým spektrem potravy. Objevy kompletních hnízd s fosilními vajíčky ukazují, že hnízdní strategie, způsob kladení vajec a další charakteristiky byly pro tuto skupinu unikátní a nesdílí je s nimi žádný ze současných ptáků.

## Reprodukce
Početná hnízda a fosilní vejce oviraptoridů poskytla významný přínos v poznání reprodukce dinosaurů. Díky množství objevů zejména z Číny a Mongolska je hnízdní chování a reprodukce těchto teropodů nejlépe známá v rámci všech dinosaurů. Ukazuje se, že tito opeření dinosauři své snůšky hlídali, zahřívali a o vylíhlá mláďata se pravděpodobně starali. Samice kladly vejce podlouhlého tvaru do kruhu a zčásti je možná zahrnovaly zeminou. Doba inkubace byla delší než u většiny dnešních ptáků.
V květnu roku 2021 byl z Číny (pozdně křídové souvrství Nan-siung) popsán unikátní objev fosilní kostry dospělého oviraptorida, sedícího přímo na snůšce svých vajíček (v počtu přinejmenším 24).
Skvěle zachované embryo ve fosilním vejci elongatoolitního typu (náležející patrně oviraptorosauridnímu teropodovi) bylo popsáno koncem roku 2021 z Číny. Objev této fosilie staré asi 72 milionů let dokládá, že embrya těchto dinosaurů byla ve vejcích uložena podobným způsobem jako u dnešních ptáků.

## Taxonomie
Oviraptorosauria
- Nadčeleď Caenagnathoidea
  - Čeleď Oviraptoridae
    - Banji
    - Gigantoraptor
    - Jiangxisaurus
    - Microvenator
    -  ?Nankangia
    -  ?Nomingia
    - Shixinggia
    - Tongtianlong
    - Wulatelong
    - Podčeleď Oviraptorinae
      - Oviraptor
      - Rinchenia
      - Nemegtomaia
      - Citipati
      - Huanansaurus
      - Corythoraptor
      - Gobiraptor(?)
      - Oksoko

    - Podčeleď Ingeniinae
      - Heyuannia
      - Ajancingenia
      - Conchoraptor
      - Khaan
      - Machairasaurus